# 吉志パーキングエリア
吉志パーキングエリア（きしパーキングエリア）は、福岡県北九州市門司区吉志にある九州自動車道のパーキングエリア（PA）である。

## 概要
九州自動車道の起点から見て最初の休憩施設となる。2009年7月17日よりシャワーステーションが設置され、コインシャワーとコインランドリーが利用可能になった。
上り線側エリアが2014年8月8日 午前8時に「モテナス」としてリニューアルオープンする予定であったが、一部の工事に時間を要していたため、1〜2ヶ月程度延期すると再度発表された。その後、2014年8月22日午前8時にリニューアルオープンした。

## 道路
- E3 九州自動車道

## 施設

### 上り線（山口・広島方面）
- 駐車場
  - 大型 63台
  - 小型 24台
  - 兼用 8台
  - 二輪 4台
  - トレーラー2台
- トイレ
  - 男性 大3（和式1・洋式2）・小9
  - 女性 9（和式6・洋式3）
  - 車椅子用 1

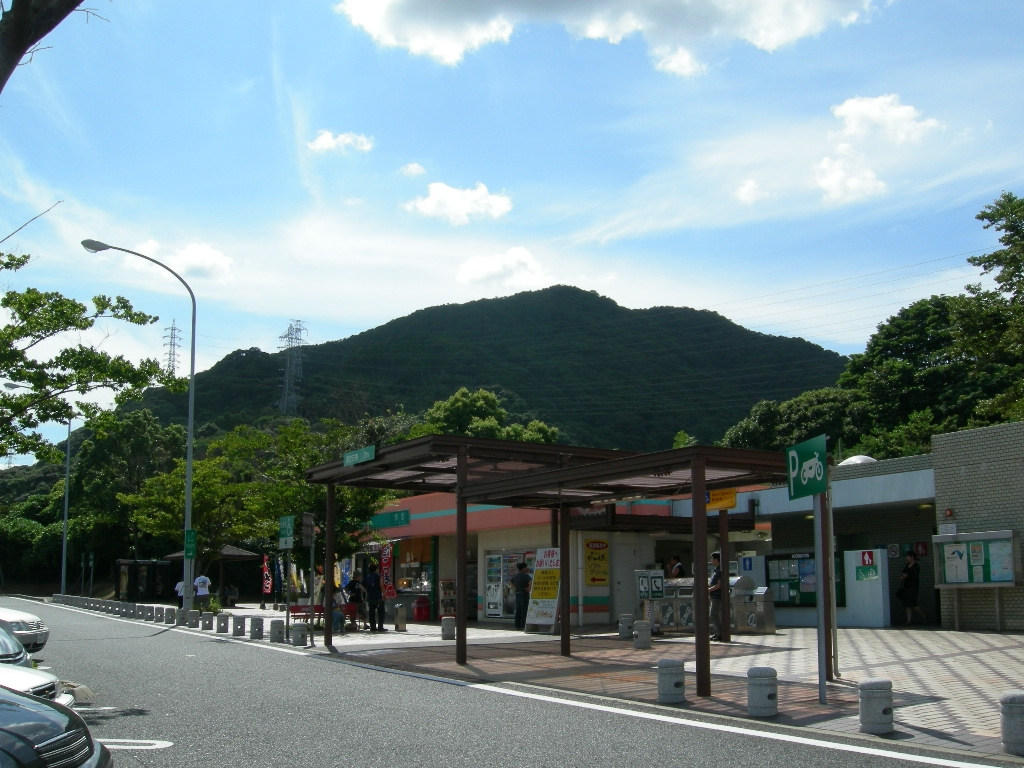
吉志パーキングエリア上り線

- スナック （8:00-20:00、西日本高速道路リテール）
- ショッピング （8:00-20:00、西日本高速道路リテール）
- 宅配サービス
- 自動販売機
- 郵便ポスト（門司郵便局）
- 携帯電話充電器 （8:00-20:00）

### 下り線（福岡・大分方面）
- 駐車場
  - 大型 69台
  - 小型 42台
  - 二輪 4台
  - トレーラー 2台
- トイレ
  - 男性 大3（和式1・洋式2）・小9
  - 女性 9（和式6・洋式3）
  - 車椅子用 1
- スナック （8:00-20:00、西日本高速道路リテール）
- ショッピング （8:00-20:00、西日本高速道路リテール）
- 宅配サービス
- 自動販売機
- 郵便ポスト（門司郵便局）
- 携帯電話充電器 （8:00-20:00）
- シャワーステーション （8:00-20:00）
  - コインシャワー
    - 男性 3
    - 女性 1

  - コインランドリー
    - 洗濯機 3
    - 乾燥機 3

## 隣
E3 九州自動車道
(1-1)新門司IC - 吉志PA - (2)小倉東IC